# Socialtjänstlagen
Socialtjänstlagen (2001:453), förkortat SoL, utgör grunden för socialtjänstens verksamhet i Sverige.

## Historik
År 1956 infördes socialhjälpslagen med tanken om en medborgarrättighet, som inte kränkte individens värdighet, och ersatte  gamla tiders fattigvård.
Socialtjänstlagen föreslogs av svenska regeringen den 28 juni 1979, trädde i kraft 1982, och ersatte de tidigare vårdlagarna: barnavårdslagen, nykterhetsvårdslagen och socialhjälpslagen. Socialtjänstens inriktning ändrades från att vara överordnad och kontrollerande och skulle nu i förhållande till den enskilde vara serviceinriktad och hjälpande. Med lagen blev arbetslöshet ett fullgott skäl för att få socialbidrag, även om arbetslöshet historiskt alltid varit avgörande faktor, framför allt i kristider.
Socialtjänstlagen har senare kompletterats av  socialtjänstförordningen (1981:750), Lag om vård av missbrukare i vissa fall (1988:870), Lag med särskilda bestämmelser om vård av unga (1990:52) och Lagen om stöd och service till vissa funktionshindrade (1993:387). År 2007 skärptes lagen genom en ändring av 5 kap. 11 §. Syftet var att tydliggöra kommunens ansvar för att ge stöd och hjälp till brottsoffer. Det innebar bland annat att kommunerna fick särskilt ansvar för att beakta att "våldsutsatta kvinnor och barn som bevittnat våld kan vara i behov av stöd och hjälp". Barnens rätt stärktes ytterligare genom en skärpning av lagen 2013. Det tydliggjordes att "att barn som bevittnat våld ska få det stöd och den hjälp som barnet behöver, inte att barnet kan vara i behov av stöd och hjälp". Dessutom tydliggjordes vilka som är skyldiga att höra en orosanmälan enligt 14 kap. 1 §. År 2021 utökades socialnämndens ansvar genom införandet av lydelsen att "socialnämnden ska verka för att den som utsätter eller har utsatt närstående för våld eller andra övergrepp ska ändra sitt beteende" i 5 kap. 11 a §.
År 2017 utsåg regeringen Margareta Winberg till särskild utredare med uppdrag att "göra en översyn av socialtjänstlagen och vissa av socialtjänstens uppgifter". Slutbetänkandet Hållbar socialtjänst – En ny socialtjänstlag (2020:47) lämnades in i augusti 2020.

## Lagens uppbyggnad

### Kapitel 1 – Portalparagrafen
Lagen är en så kallad ramlag som ger varje kommun stora möjligheter att utforma sin verksamhet efter skiftande behov. Lagens första paragraf, portalparagrafen, anger de övergripande mål och värderingar som styr verksamheten.

#### Socialtjänstens mål
1 § Samhällets socialtjänst skall på demokratins och solidaritetens grund främja människornas
1. ekonomiska och sociala trygghet
2. jämlikhet i levnadsvillkor
3. aktiva deltagande i samhällslivet.

Socialtjänsten ska under hänsynstagande till människans ansvar för sin och andras sociala situation inriktas på att frigöra och utveckla enskildas och gruppers egna resurser.
Verksamheten skall bygga på respekt för människornas självbestämmanderätt och integritet.
- En 90-årig kvinna med vissa fysiska sjukdomsbesvär i förening med känslor av otrygghet och social isolering har vid en helhetsbedömning inte ansetts tillförsäkrad en skälig levnadsnivå genom insatser av hemtjänsten i den egna bostaden. Hon var därför berättigad till bistånd enligt socialtjänstlagen i form av så kallat särskilt boende.[9]

- Kommun har inte ansetts skyldig att enligt socialtjänstlagen ge bistånd till psykoterapibehandling i privat regi, då sökandens tillstånd inte var så akut att han inte kunde avvakta den behandling som landstinget kunde erbjuda. Nya motivuttalanden till en i sak oförändrad lagtext har inte föranlett Regeringsrätten att frångå etablerad praxis.[10]

#### Om barn
När åtgärder rör barn ska kommunen särskilt beakta vad hänsynen till barnets bästa kräver. Med barn avses varje människa under 18 år.

#### Tvång
Lagen ger inte kommunerna någon rätt att använda tvång. Tvång i samband med missbruk regleras av 2 och 4 § Lag om vård av missbrukare i vissa fall (LVM).
Tvångsvård av ungdomar regleras av lag med särskilda bestämmelser om vård av unga (LVU).
Dessa två lagar är socialtjänstens enda verktyg för att bereda någon tvångsvård. Socialtjänsten kan i akuta situationer göra omedelbara omhändertaganden men besluten omprövas alltid av förvaltningsrätten inom en vecka efter beslutet.
Om beslutet inte har underställts förvaltningsrätten inom en vecka, upphör omhändertagandet. 

### Kapitel 2 – Kommunens ansvar
Grundregeln är att vistelsekommunen har ansvaret.
Att avgöra vilken kommun som är vistelsekommun är inte enkelt och detta leder ofta till tvister. En konsekvens av vistelsebegreppet är att om en person som till exempel har hemtjänst åker på semester till grannkommunen så är det nu grannkommunen som ska tillhandahålla hemtjänsten i sommarstugan.
- En kommun där en enskild avser att tillbringa sin sommarvistelse har inte rätt att avvisa en ansökan om bistånd enligt socialtjänstlagen på den grunden att den enskilde vid tidpunkten för ansökningen inte har anlänt till kommunen.[16]

### Kapitel 3 – Socialnämndens uppgifter
- göra sig väl förtrogen med levnadsförhållandena i kommunen
- medverka i samhällsplaneringen och i samarbete med andra samhällsorgan, organisationer, föreningar och enskilda främja goda miljöer i kommunen
- informera om socialtjänsten i kommunen
- genom uppsökande verksamhet och på annat sätt främja förutsättningarna för goda levnadsförhållanden
- svara för omsorg och service, upplysningar, råd, stöd och vård, ekonomisk hjälp och annat bistånd till familjer och enskilda som behöver det.[17]

### Kapitel 4 – Rätten till bistånd
Den som inte själv kan tillgodose sina behov eller kan få dem tillgodosedda på annat sätt har rätt till bistånd av socialnämnden för sin försörjning och för sin livsföring i övrigt.
4 § föreskriver att den som uppbär försörjningsstöd under "viss tid skall delta i av nämnden anvisad praktik eller annan kompetenshöjande verksamhet om den enskilde inte har kunnat beredas någon lämplig arbetsmarknadspolitisk åtgärd". Detta gäller för dem under 25, eller är över 25 men har särskilda behov av kompetenshöjning eller den som är i utbildning och behöver försörjningsstöd vid studieuppehåll.
Den praktik eller verksamhet som anvisas "skall syfta till att utveckla den enskildes möjligheter att i framtiden försörja sig själv. Verksamheten skall stärka den enskildes möjligheter att komma in på arbetsmarknaden eller, där så är lämpligt, på en fortsatt utbildning. Den skall utformas med skälig hänsyn till den enskildes individuella önskemål och förutsättningar".
En socialnämnd får dock ej begära att den som söker försörjningsstöd ska delta i praktik direkt.
Den enskilde skall genom biståndet tillförsäkras en skälig levnadsnivå. Biståndet skall utformas så att det stärker hans eller hennes resurser att leva ett självständigt liv.
- En familj som begärt bistånd enligt socialtjänstlagen i form av bland annat bostad i vistelsekommunen har avböjt erbjudande om bostad med mera i kommun i annan del av landet. Oavsett att erbjudandet allmänt sett uppfyllde kraven på en skälig levnadsnivå har familjens ställningstagande i fråga om byte av bostadsort ansetts böra respekteras. Vistelsekommunens vägran att därefter utge bistånd till försörjning med mera har därför ansetts strida mot socialtjänstlagen.[20]

Detta innebär att den som har behov av hjälp för att uppnå en skälig levnadsnivå och inte kan få hjälp på något annat sätt har rätt till bistånd av kommunen. Detta bistånd omfattar till exempel äldreomsorg, missbruksvård och ekonomiskt bistånd.
- Socialnämnden i Vetlanda kommun kunde i flera år negligera sina skyldigheter.[21]

#### Att överklaga
Avslagsbeslut kan överklagas till förvaltningsrätten genom förvaltningsbesvär.
Överklagandet ska vara skriftligt och lämnas eller sändas till den beslutande myndigheten – inte till förvaltningsrätten – inom tre veckor. Detta för att myndigheten ska kunna rätta till uppenbara felaktigheter i beslutet vilket innebär en effektivare ärendehantering än om ärendet går vidare till förvaltningsrätten.
Överklagandet ska innehålla uppgift om vilket beslut man överklagar, vad i beslutet man vill ha ändrat samt motivering.

## Vem är ansvarig
De befattningshavare i nämnder och styrelser som deltar i myndighetsutövning, omfattas av reglerna om tjänstefel.
Bestämmelser om ansvar för tjänstefel finns i 20 kap. 1 § brottsbalken. I den paragrafen regleras att den som uppsåtligen eller av oaktsamhet vid myndighetsutövning genom handling eller underlåtenhet åsidosätter vad som gäller för uppgiften ska dömas för tjänstefel till böter eller fängelse i högst två år, i ringa fall döms inte till ansvar. Om brottet har begåtts uppsåtligen eller är att anse som grovt, ska personen dömas till fängelse för grovt tjänstefel, lägst sex månader och högst sex år.
Inspektionen för vård och omsorg har tillsyn över socialtjänsten.